# 2226 Cunitza
2226 Cunitza è un asteroide della fascia principale. Scoperto nel 1936, presenta un'orbita caratterizzata da un semiasse maggiore pari a 2,8671563 UA e da un'eccentricità di 0,0836003, inclinata di 2,54235° rispetto all'eclittica.